# Five Bridges
Albums de The Nice
Nice
(1969) Elegy
(1971)
Five Bridges est le quatrième album du groupe The Nice, sorti en 1970.

## Titres

### Face 1
1. The Five Bridges Suite (Emerson, Jackson) – 18:06
  1. Fantasia: 1st Bridge
  2. 2nd Bridge
  3. Chorale: 3rd Bridge
  4. High Level Fugue: 4th Bridge
  5. Finale: 5th Bridge

### Face 2
1. Intermezzo 'Karelia Suite' (Sibelius, arr. Emerson, Joseph Eger)) – 9:01
2. Pathetique (Symphony No. 6, 3rd Movement) (Tchaïkovski, arr. Emerson, Eger) – 9:23
3. Country Pie / Brandenburg Concerto No. 6 (Dylan / Bach) – 5:40
4. One of Those People (Emerson, Jackson) – 3:08

## Musiciens
- The Nice :
  - Keith Emerson : orgue Hammond, piano
  - Lee Jackson : basse, chant
  - Brian Davison : batterie

- Musiciens supplémentaires :
  - Alan Skidmore : saxophone
  - Joe Harriott : saxophone
  - Peter King : saxophone
  - Kenny Wheeler : trompette
  - Chris Pyne : trombone
  - John Warren : cuivres